# Luís da Silva Flores Filho
Luís da Silva Flores Filho (Porto Alegre, 1842 — Porto Alegre, 1881) foi um médico, político e militar brasileiro.
Era filho de Luís da Silva Flores e Maria da Glória Thompson, filha do capitão de fragata da esquadra inglesa Jayme Thompson, e irmão de Carlos Thompson Flores.
Fez os estudos preparatórios no colégio de Hilário Ferrugem, depois foi para o Rio de Janeiro, para estudar na Faculdade de Medicina.
Em 1864, com o início da Guerra contra Aguirre, abandonou os estudos para prestar seus serviços como médico. Serviu até a tomada de Montevidéu. Pelos bons serviços foi agraciado com a Imperial Ordem da Rosa.
Retornou para o o Rio de Janeiro a fim de concluir o curso, tendo retornado a Porto Alegre em 1866. Voltou a servir na Guerra do Paraguai, onde assistiu à tomada de Curuzú e ao assalto de Curupaiti. Foi agraciado com a Imperial Ordem de Cristo. Antes do final da guerra foi eleito deputado provincial, o que o fez retornar a Porto Alegre, e onde continuou a clinicar.
Em 1873, por ocasião do centenário da Câmara Municipal, eram vereadores os senhores Antônio Manuel Fernandes, José Martins de Lima, Manuel Soares Lisboa, João Carlos Augusto Bordini, João Pinto da Fonseca Guimarães, Dr. João Rodrigues Fagundes, Firmínio Martins de Oliveira Prates e Joaquim Francisco Dutra Júnior, além do Dr. Luís da Silva Flores Filho.